# Pêche à Madagascar
 (mars 2025).
Si vous disposez d'ouvrages ou d'articles de référence ou si vous connaissez des sites web de qualité traitant du thème abordé ici, merci de compléter l'article en donnant les références utiles à sa vérifiabilité et en les liant à la section « Notes et références ».
 (mars 2025).
Motif : notoriété du sujet?
- Archive Wikiwix
- Bing
- Cairn
- DuckDuckGo
- E. Universalis
- Gallica
- Google
- G. Books
- G. News
- G. Scholar
- Persée
- Qwant
- (zh) Baidu
- (ru) Yandex
- (wd) trouver des œuvres sur Wikidata

| 1. | Préciser le motif de la pose du bandeau. | Précisez le motif de la pose du bandeau en utilisant la syntaxe suivante : {{admissibilité à vérifier\|date=avril 2025\|motif=remplacez ce texte par le motif}}                         |
| 2. | Informer les utilisateurs concernés.     | Pensez à avertir le créateur de l'article, par exemple, en insérant le code ci-dessous sur sa page de discussion : {{subst:avertissement admissibilité à vérifier\|Pêche à Madagascar}} |

 (mars 2025).
Madagascar, avec ses 5 600 km de littoral et plus de 117 000 km² de plateau continental, possède des eaux riches en biodiversité marine. La pêche y est une activité essentielle, jouant un rôle majeur dans l'économie et la sécurité alimentaire.

## Zones de pêche et biodiversité marine
Les principales zones de pêche se situent sur la côte ouest, notamment dans le canal du Mozambique, et sur la côte est, plus exposée aux courants de l'océan Indien. Les régions de Nosy Be, Mahajanga, Toliara et Fort-Dauphin sont des centres d'activités halieutiques importants.
Madagascar abrite une importante biodiversité marine, comprenant des espèces commerciales telles que le thon, les crevettes, les crabes, les holothuries (concombres de mer) et diverses variétés de poissons de récif.

## Économie et commerce
Le secteur de la pêche joue un rôle primordial dans l'économie de Madagascar, avec une production annuelle de 750 millions de dollars, soit environ 7 % du PIB national, et une contribution de 6,6 % aux exportations. En 2024, les exportations halieutiques atteignent 26 541 tonnes, générant 731 milliards MGA (156,29 millions USD). La production totale de poissons s'élève à plus de 142 000 tonnes par an.
La pêche maritime et l’aquaculture représentent une valeur annuelle de 213 millions de dollars. Ce secteur emploie directement 300 000 personnes, tandis qu'une population estimée à 500 000 habitants en vit indirectement ou partiellement. En termes de création d'emplois, le secteur a connu une croissance notable, passant de 2 700 emplois en 2022 à 7 600 en 2023.
Les crevettes et le thon figurent parmi les principaux produits exportés, rapportant des devises importantes. Toutefois, le secteur rencontre des problèmes de gestion durable, de concurrence internationale et de réglementations insuffisamment appliquées.

## Réglementations et initiatives de conservation
Face aux menaces pesant sur les ressources halieutiques, Madagascar a mis en place diverses réglementations et initiatives pour une gestion durable. En 2017, Madagascar et la Commission de l'océan Indien ont obtenu un financement de 83,15 millions de dollars pour améliorer l'exploitation des ressources halieutiques et développer des moyens de subsistance alternatifs pour les pêcheurs.
Des zones marines protégées ont été établies, notamment dans le cadre du réseau des 178 aires marines gérées localement . Des quotas de capture et des périodes de fermeture de la pêche sont également imposés pour certaines espèces, comme les crevettes et les concombres de mer.